# Wildecker Herzbuben
Wildecker Herzbuben est un duo allemand de volkstümliche schlager, originaire de Wildeck.

## Histoire
Wolfgang Schwalm (né le 16 août 1954 à Görzhain, électricien puis grossiste) et Wilfried Gliem (né le 10 septembre 1946 à Obersuhl, assureur puis manager de G. G. Anderson) chantent dans les Cariocas, un groupe de choristes pour G. G. Anderson qui sera leur producteur. Anderson cherche un duo pour la chanson Herzilein composée par Carola et Burkhard Lüdtke et la leur propose. Ils acceptent et forment le duo Wildecker Herzbuben en 1989. C'est un succès qui l'amène à apparaître à la radio et à la télévision et dans des tournées.
Kuschelzeit, album sorti en 1995, est composé et produit par Dieter Bohlen. Le duo fait une apparition dans le film Der Wixxer dans le rôle de criminels, ainsi que dans des sketchs de Hape Kerkeling.
Wilfried Gliem est candidat de Promi Big Brother. Il abandonne au bout de onze jours.

## Source de la traduction
- (de) Cet article est partiellement ou en totalité issu de l’article de Wikipédia en allemand intitulé « Wildecker Herzbuben » (voir la liste des auteurs).